# Resa di Caserta
La resa di Caserta fu l'atto formale e conclusivo che sancì la fine della campagna d'Italia e la definitiva sconfitta delle forze nazifasciste nella penisola durante la seconda guerra mondiale.
L'atto, intitolato Strumento di resa locale delle forze tedesche e delle altre forze poste sotto il comando o il controllo del Comando Tedesco Sud-ovest e relativi allegati, fu firmato alla Reggia di Caserta il 29 aprile 1945 alla presenza di ufficiali delegati britannici, statunitensi, tedeschi e di un osservatore sovietico: esso prevedeva la resa incondizionata, che doveva diventare operativa a partire dal 2 maggio.
Nel documento stilato, le forze armate tedesche erano associate a quelle della Repubblica Sociale Italiana, in quanto a quest'ultima, considerata uno Stato fantoccio, e come tale non riconosciuto dalle forze alleate, non era concesso di stipulare accordi diretti con gli avversari: per tale motivo, il rappresentante tedesco era dotato di una delega scritta conferitagli dal ministro della difesa della RSI, Rodolfo Graziani.

## Antefatti

### Lo sfondamento della Linea Gotica
Gli alleati, dopo aver iniziato il 5 aprile 1945 lungo la costa tirrenica un attacco diversivo su La Spezia, avevano sferrato quelli decisivi sul Senio e verso Comacchio dal 9 aprile e lungo la Statale Futa e poi lungo la Statale Porrettana dal 14 aprile. Sfondate le estreme difese sulla Linea Gotica bolognese e sui fiumi romagnoli, l'obiettivo Bologna fu raggiunto il 21 aprile. La United States Army North  (la 5ª armata) e l'Eighth Army  (l'8ª armata del Regno Unito) si congiunsero a sud di Ferrara il 23 aprile e la stessa sera i primi carri statunitensi si attestavano sulla riva sud del Po, a San Benedetto Po.
Dopo il crollo del fronte, il 25 aprile 1945 si arrese tra Copparo e il Po il LXXVI PzKorps, mentre più a est il LXXIII A.K. si stava logorando sull'Isola di Ariano. Ripiegarono verso il Brennero, in parte, il LI. Gebirgskorps della 14ª Armata e il I reggimento paracadutisti FjKorps della 10ª Armata.

### La capitolazione
Il quartier generale degli alleati a Caserta, per superare l'opposizione sovietica all'Operazione Sunrise del febbraio-marzo 1945 appoggiata dal Vaticano e dal CLN, pretese dai negoziatori tedeschi una capitolazione incondizionata e di tutti i combattenti in Italia, nessuno escluso. Dopodiché, l'URSS nominò il suo osservatore all'atto conclusivo, inserito negli Archivi militari come local surrender. Per ottenere il coinvolgimento di tutti i reparti in armi RSI, gli agenti del servizio segreto statunitense Office of Strategic Services, operanti in Svizzera, il 26 aprile imposero a Karl Wolff, plenipotenziario Obergruppenführer, comandante delle SS e della Polizia in Italia e quindi il più alto ("höchste") ufficiale tedesco (anche se il Gruppo d'Esercito C della Wehrmacht era agli ordini del Gen. Heinrich von Vietinghoff Scheel) di rientrare al suo Comando di Bolzano. Wolff, fautore della resa separata, era risoluto a ignorare gli ordini da Berlino e rispettare la parola data nella segretissima Operation Sunrise. L'insurrezione partigiana del Comasco ormai scatenata gli impedì di raggiungere Milano "assolutamente in modo pacifico" e lo costrinse a riparare nel Comando SS di Cernobbio, dove incontrò Rodolfo Graziani - anch'egli rifugiatosi lì - e lo convinse a firmare una delega per la capitolazione RSI equivalente a quelle tedesche del 22 e del 25 aprile.
Siccome la frontiera tra la Svizzera e la RSI era da un giorno bloccata, Wolff dovette essere "liberato" dall'accerchiamento partigiano da un "commando" organizzato in Svizzera che lo portò a Lucerna, dove il 27 aprile girò all'Obersturmführer SS Wenner, in calce alla traduzione in tedesco, la delega di Graziani. L'emissario SS Wenner poté così partire con le dovute credenziali in aereo da Annecy per Caserta, assieme al Ten. Col. Wehrmacht Victor von Schweinitz. Quest'ultimo il 22 aprile aveva avuto la delega per l'incontro di Caserta dal comandante del Sud Ovest e del Heeresgruppe C (il cosiddetto Gruppo d'armate C) comandato dal generale Heinrich von Vietinghoff.

## Le trattative e la resa
A Caserta, nel palazzo della Reggia, era stato insediato il quartier generale delle forze alleate in Italia (guidato all'epoca da Harold Alexander). Il 28 aprile i rappresentanti dello stato maggiore del comando supremo alleato nel Mediterraneo gen. William Duthie Morgan, capo di stato maggiore, con il suo vicecapo gen. Lyman Louis Lemnitzer, gen. Terence Sydney Airey, responsabile dei servizi d'informazione, amm. H. A. Packer, capo di stato maggiore per la Marina, gen. C. F. Cabell, capo di stato maggiore per l'Aeronautica, ricevettero alle ore 18:00 i plenipotenziari tedeschi colonnello Viktor von Schweinitz e maggiore Eugen Wenner.
Ad essi fu chiesto di presentare le credenziali: il primo affermò di agire in rappresentanza di Vietinghoff, comandante dell'Armata 'C', comandante in capo della zona europea Sudovest e della Wehrmacht in Italia, ed il secondo in rappresentanza di Wolff, ambedue con pieni poteri seppur entro i limiti degli ordini da loro ricevuti; Wenner aggiunse di avere la delega con pieni poteri da parte di Graziani. Fu successivamente mostrato loro il dispositivo di resa, che doveva essere esaminato ed accettato o meno entro le ore 21. I due tedeschi, in abito civile, avendo accettato nel successivo incontro delle ore 21 le condizioni ultimative consegnate da Morgan nel pomeriggio, firmarono ufficialmente l'atto di resa alle 14 del 29 aprile. Il documento, controfirmato da Morgan e redatto in inglese e in tedesco, fissava alle ore 12 del 2 maggio 1945 (in Italia alle ore 14)  il cessate il fuoco. All'incontro delle ore 21:00 e alla successiva sottoscrizione di resa, sempre nello stesso salone degli incontri del 28 aprile, assistette come osservatore il generale sovietico Aleksej Kislenko, espressamente incaricato dal Comando Militare URSS e da tempo dislocato a Roma.
Il dispositivo di resa incondizionata Instrument of local surrender of German and other forces under the command or control of the German Commander-in-Chief Southwest prevedeva norme di applicazione con un'Appendice "A" per l'Esercito (tre pagine), con un'Appendice "B" per la Marina (sei pagine) e con un'Appendice "C" per l'Aeronautica (tre pagine). Tra dette norme, erano significative quella sulla non distruzione di armi ed impianti e quella sul trattamento dei prigionieri. La sottoscrizione dell'accordo di resa tra forze alleate e nazifasciste, pur politicamente condiviso, non aveva formalmente e direttamente coinvolto i rappresentanti del Governo italiano e del C.L.N.A.I.: quest'ultimo, in particolare, dieci giorni prima della firma della resa a Caserta aveva emanato unilateralmente l'ordine denominato "Arrendersi o perire".

### La fine delle ostilità
Il giorno precedente la sottoscrizione dell'atto di resa, il 28 aprile, Hitler aveva ampliato i poteri di Albert Kesselring, già responsabile del comando tedesco delle armate tedesche dell'Ovest, nominandolo comandante anche delle armate del Sud Ovest in sostituzione di Vietinghoff. L'inaspettato cambio dei vertici aveva comportato anche una diversa visione rispetto alla resa in Italia, in quanto Kesselring (unitamente a pochissimi altri alti ufficiali) era assolutamente contrario ad arrendersi, oltre ad essere ignaro delle trattative segrete condotte su mandato di Vietinghoff. Nel frattempo gli eventi precipitavano, con l'esecuzione di Mussolini in Italia (28 aprile), la consegna di Graziani agli americani (29 aprile) e il suicidio di Hitler nel suo bunker berlinese (30 aprile).
A seguito di ciò, e dopo alcuni drammatici contrasti, Wolff riuscì a convincere in extremis Kesselring, che solo la mattina del 2 maggio, alle ore 4:30, acconsentì a rispettare il cessate il fuoco previsto per le ore 14:00 della stessa giornata. L'accordo fu rispettato in tutto il territorio italiano, con l'effettivo disarmo ed imprigionamento di tutte le forze armate nazifasciste, anche se localmente si ebbero alcuni casi di reparti che rifiutarono di cedere le armi, almeno sino al giorno successivo.

### Le conseguenze
Per evitare il rischio di essere immediatamente giustiziati dai partigiani, in alcuni casi le forze armate tedesche, rimaste in Italia e costrette alla resa, accettarono di consegnarsi solo alle forze armate angloamericane; lo stesso fecero alcuni alti rappresentanti della Repubblica Sociale Italiana, come Rodolfo Graziani e Junio Valerio Borghese, tramite emissari dell'OSS.
Oltre sessantamila tedeschi, e tra essi alcune decine di militari saloini, rimasero a lungo nell'insieme dei campi contrassegnati 370 PW Camp Rimini e smobilitati a dicembre 1947. I prigionieri altoatesini non furono considerati militari tedeschi e vennero internati, insieme a quelli della RSI, nei campi della Toscana: tornarono in libertà nel settembre 1946.

## Il trattato

Le parti in causa
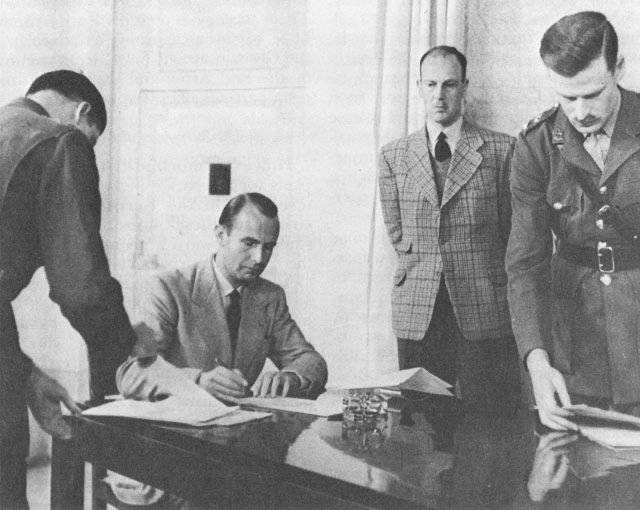
Magg. Eugen Wenner da parte tedesca, su delega dell'Obergruppenführer delle SS Karl Wolff e del Ministro della difesa della RSI Rodolfo Graziani
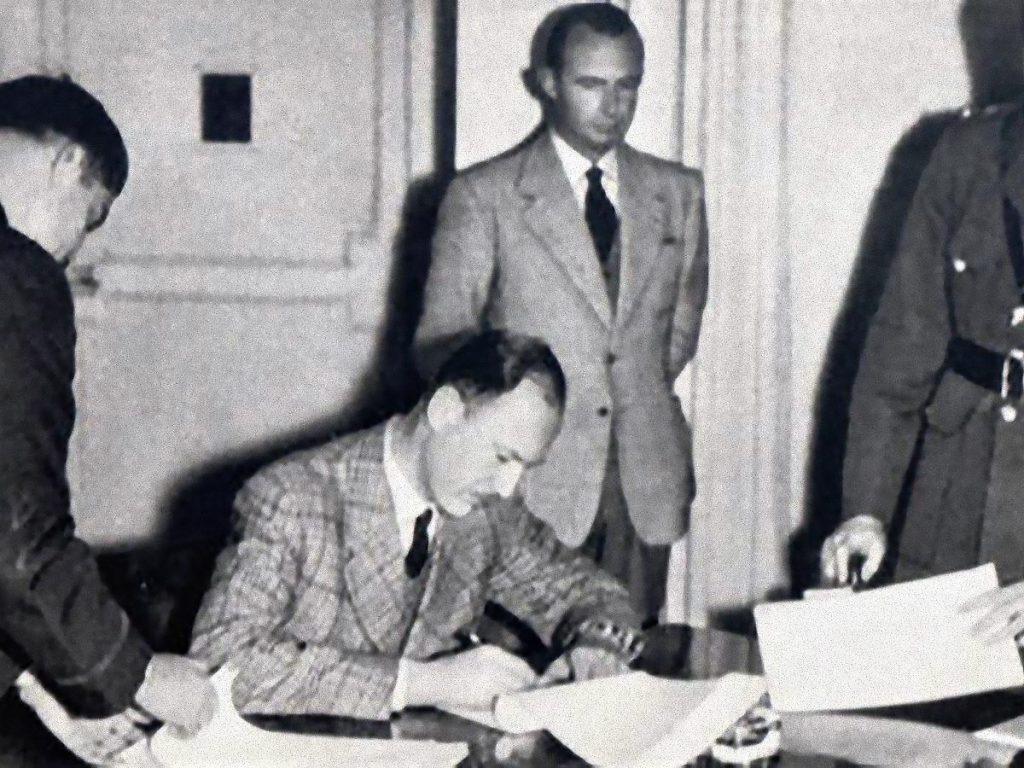
Lt. Col. Victor von Schweinitz da parte tedesca, su delega del gen. Heinrich von Vietinghoff, comandante del Gruppo d'Armate C
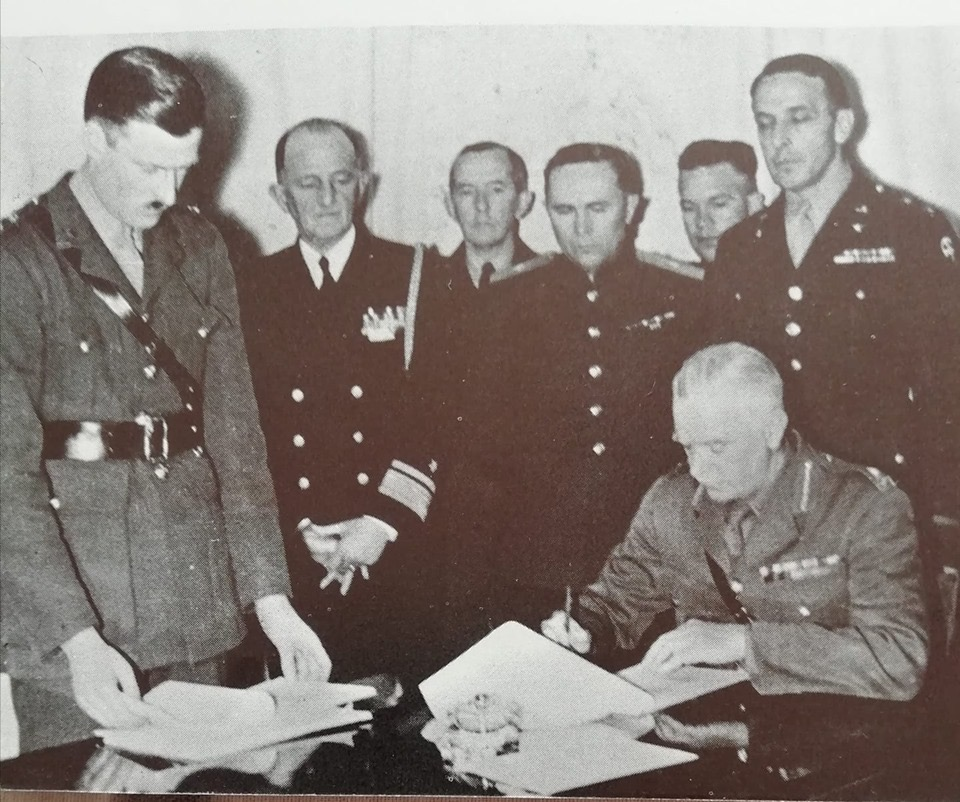
Il gen. William Duthie Morgan da parte alleata, su delega di Harold Alexander

Il trattato di resa
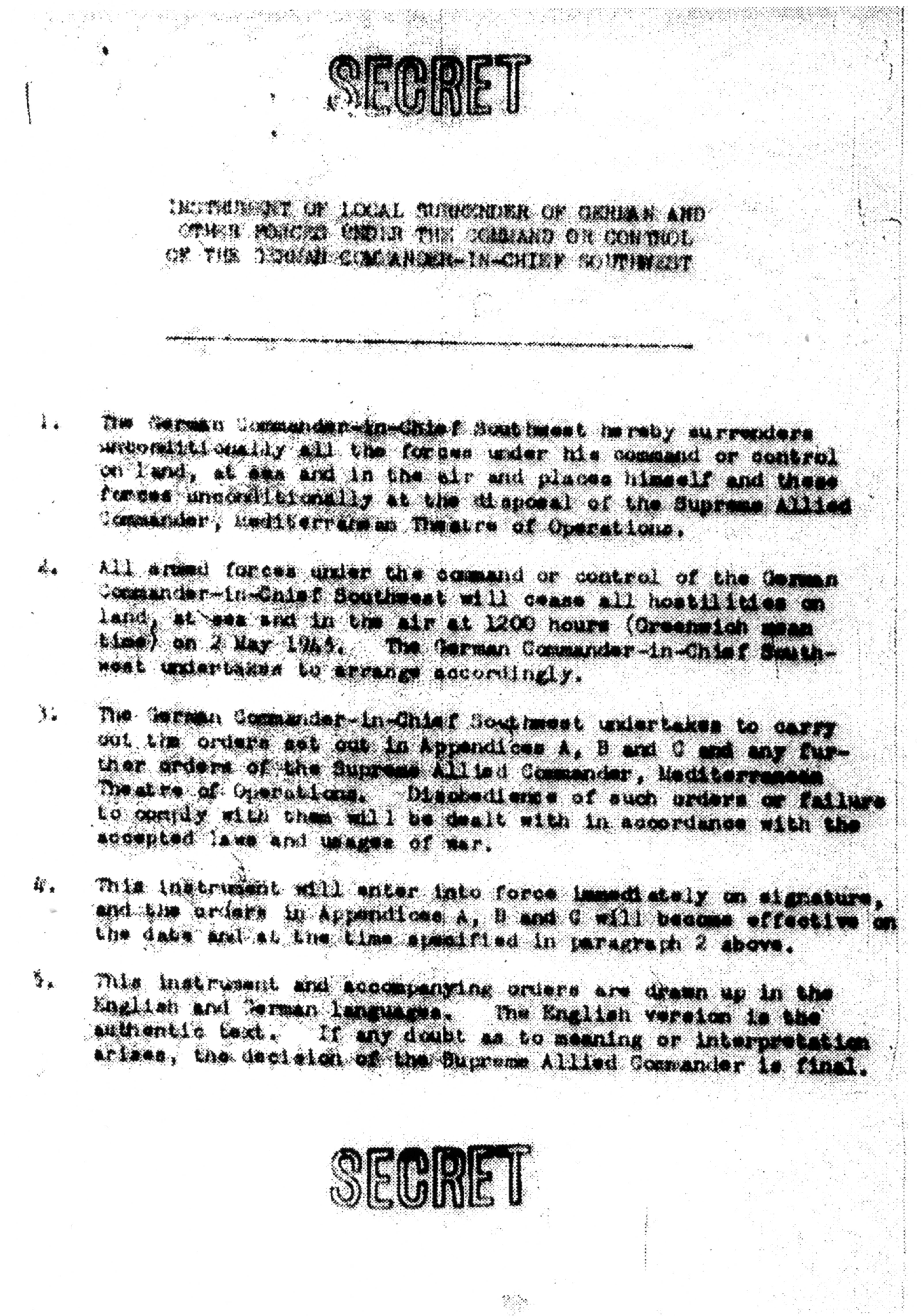
Strumento di resa locale (pagina1).
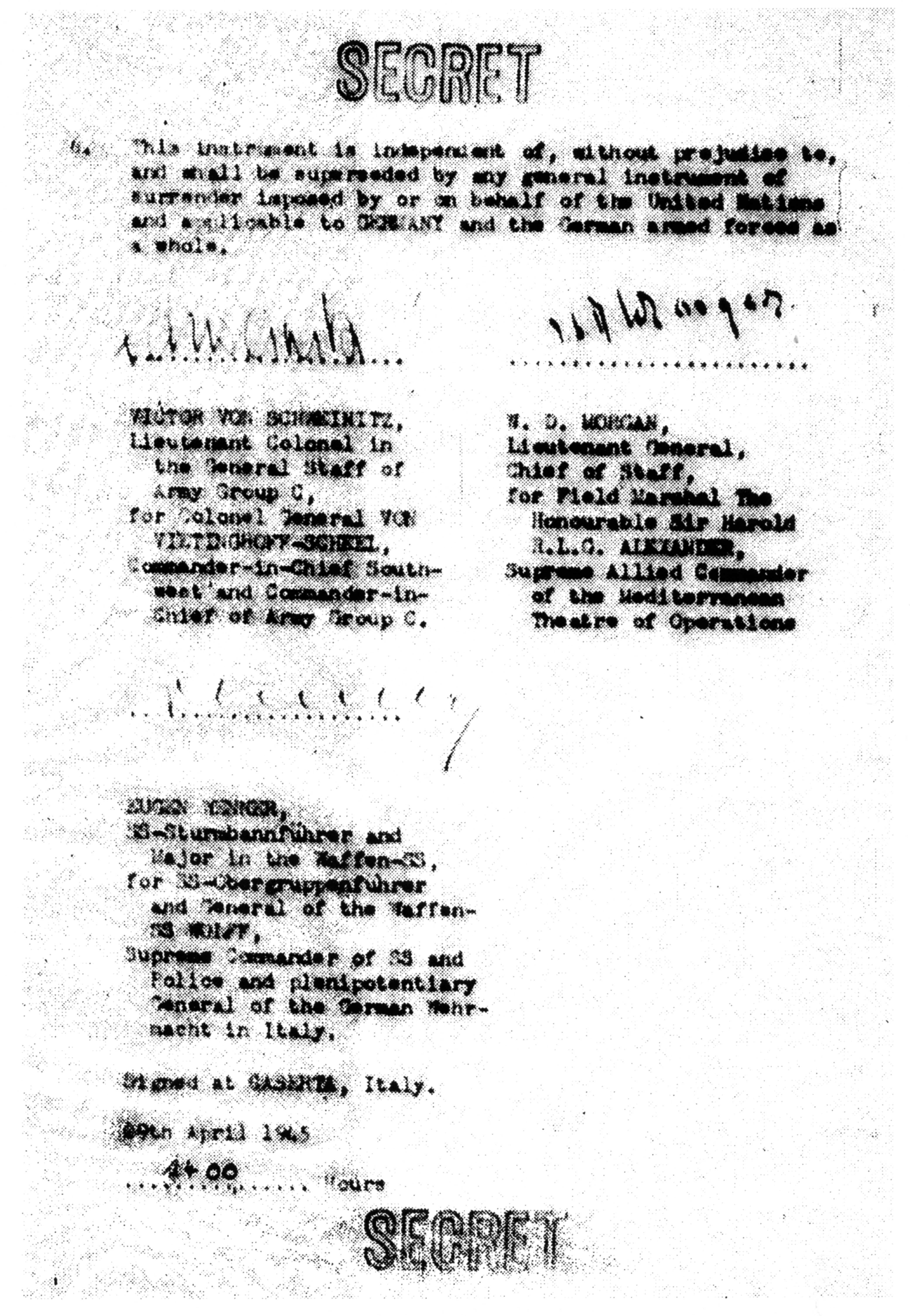
Strumento di resa locale (pagina2).
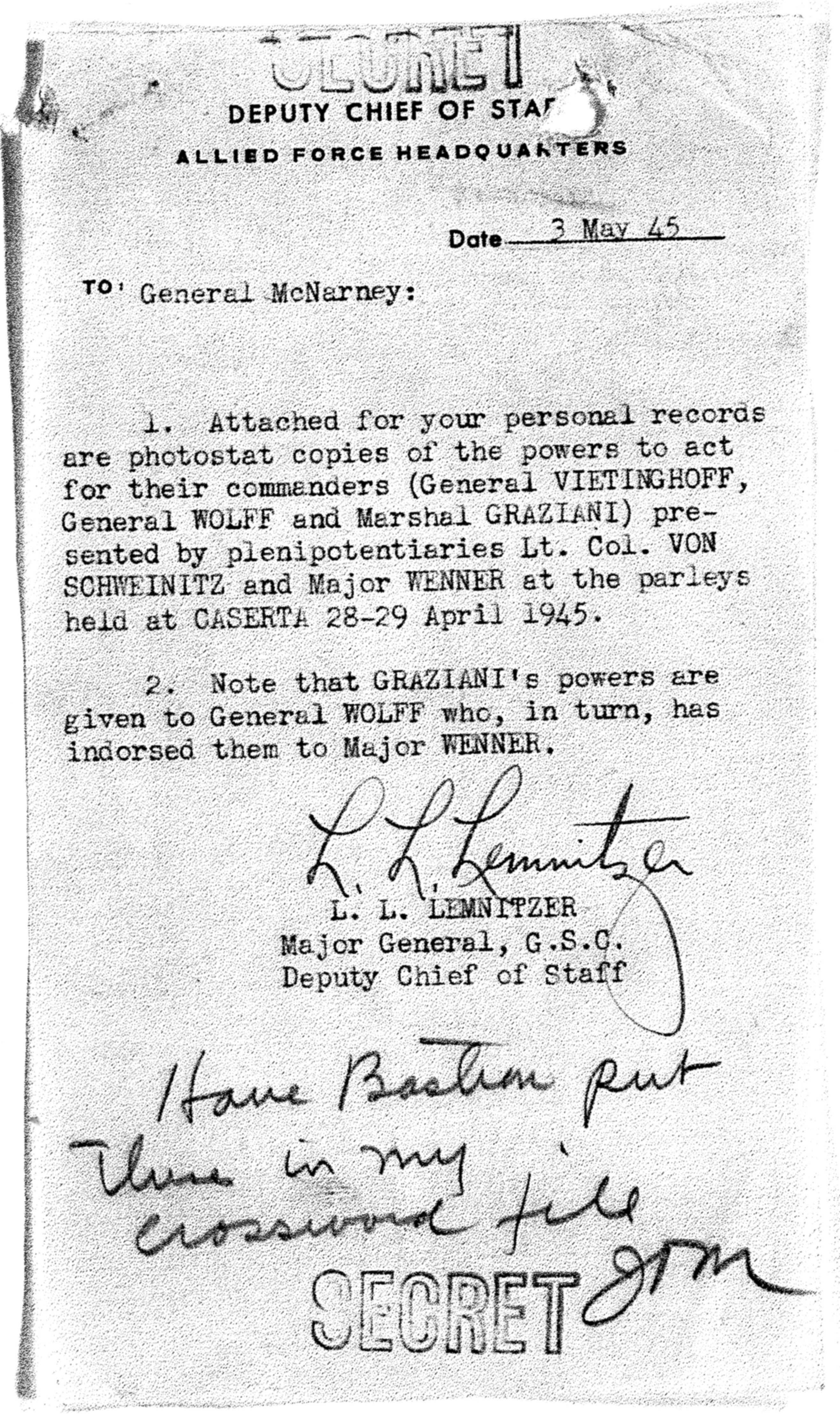
Lettera di accompagnamento con indicazione delle deleghe.